# Calvarius
Calvarius rapidus is een plantenetende ornithischische dinosauriër, behorende tot de Euornithopoda, die tijdens het late Krijt leefde in het gebied van het huidige Spanje.

## Vondst en naamgeving
In 2019 werd ten zuiden van Figuerola d’Orcau in de provincie Lleida een vindplaats van fossielen ontdekt, Masia de Ramón. Daar troffen Josep-Manuel Méndez en Rodrigo Gaete een voetbot aan van een kleine euornithopode.
In 2023 werd de typesoort Calvarius rapidus benoemd en beschreven door Albert Prieto-Márquez en Albert Sellés. De geslachtsnaam verwijst naar de nabij gelegen heuvel van Serrat del Calvari. Tegelijkertijd is deze afgeleid van het Catalaans calvari, "lijden", als verwijzing naar de catastrofe op de Krijt-Paleogeengrens waarin door dinosauriërs heel wat geleden moet zijn. De soortaanduiding rapidus betekent "de vlugge" in het Latijn, een verwijzing naar de meer rennende levenswijze vergeleken met directe verwanten.
Het holotype, MCD-8734, is gevonden in een laag van de Talrnformatie, welke laag dateert uit het laatste Maastrichtien, maar een half miljoen jaar vóór de K-T-grens. Het bestaat uit een vierde linkermiddenvoetsbeen. Het is afkomstig van een jongvolwassen dier dat bijna volgroeid was. De leeftijd is geschat op acht jaar.

## Beschrijving
Het middenvoetsbeen is 155,8 millimeter lang. Dat wijst op een lichaamslengte van maximaal vier meter, wellicht slechts drie meter als de langwerpigheid van het element in aanmerking genomen wordt, die wijst op relatief lange achterpoten.
Verschillende onderscheidende kenmerken werden vastgesteld. Het zijn autapomorfieën, unieke afgeleide eigenschappen. Het vierde middenvoetsbeen heeft een lengte die meer dan negenmaal die van de breedte van de schacht bedraagt, gemeten op de helft van de lengte van de schacht. Het gedeelte van de schacht onder de beenrichel op de binnenzijde is langer dan de gecombineerde lengte van die richel en het gedeelte dat er nog boven uitsteekt. De binnenzijde van het vierde middenvoetsbeen heeft een uitstekende beenrichel die van de voorzijde naar de zoolzijde afgeplat is waarbij het vlak tussen de binnenzijde en de zoolzijde uitgebreider is dan het vlak tussen voorzijde en binnenzijde. Het uiteinde van het vierde middenvoetsbeen richting teen heeft een hoek aan de voorste binnenzijde die relatief sterk naar binnen verbreed is.

## Fylogenie
Calvarius is in de Styracosterna geplaatst. Door het ontbreken van de meeste kenmerken leverde een exacte kladistische slechts een positie in een enorme polytomie of "kam" op die de meeste Styracosterna omvatte.

## Levenswijze
De kennelijke langgerekte achterpoten wijzen op een rennende levenswijze. Daarin verschilt Calvarius van zijn meeste verwanten in de Styracosterna die langzamere grote planteneters waren. Calvarius zou dan een terugkeer hebben vertegenwoordigt naar de lichtere bouw bij basale Euornithopoda. De verbrede onderste binnenhoek van het vierde middenvoetsbeen zou een hechtere verbinding met het derde middenvoetsbeen hebben opgeleverd binnen een slankere middenvoet, aanpassingen voor een hogere snelheid.
Wellicht dat het afwijkende formaat samenhing met de geringere oppervlakte van Iberia. De snelheid kan gediend hebben om te vluchten voor de troödontide Tamarro.